# Артуро Перез Реверте
Артуро Перез Реверте (шп. Arturo Pérez-Reverte; рођен 25. новембар 1951) је шпански писац и новинар. Од 1973. до 1994. радио је као ратни извештач. Његов први роман Коњаник, смештен у време Наполеонових ратова, објављен је 1986. Ван Шпаније познат је по серијалу романа Капетан Алатристе. Од 2003. члан је Шпанске краљевске академије.
Аутор је романа Краљица југа.